# CBRE
CBRE est un groupe de conseil en immobilier d'entreprise dont le siège social se trouve à Dallas au Texas (États-Unis).
Le groupe est coté à la bourse de New York, membre du Standard & Poor's 500, et classé dans le Fortune 500. La plus grande partie du chiffre d’affaires est réalisée aux États-Unis. En Europe, Londres et Paris sont les deux marchés dominants en termes de marché et de résultats.

## Histoire
En 1773, William Ellis crée une société de vente aux enchères de terres agricoles au 126 Fenchurch Street, à Londres. En 1906, deux agents immobiliers, Coldwell & Banker, commencent leur activité sur les ruines de la ville de San Francisco dévastée par un tremblement de terre et un incendie. C’est la création de CB par Colbert Coldwell.
En 1921, CB ouvre son siège social à San Francisco. En 1969, Richard Ellis s’implante en France. CB acquiert Richard Ellis en 1998. En 2001, en France, les quatre principaux conseils en immobilier d’entreprise, dont CB Richard Ellis, créent le GIE Immostat (mise en commun du nombre de données concernant les transactions, les disponibilités et les investissements).  
CB Richard Ellis rachète Insignia Financial Group en 2003. Depuis, le groupe opère sous le nom CBRE. À la suite de la fusion, le siège de CBRE France s'installe en juin 2004 dans le centre d'affaires parisien, au 145-151 rue de Courcelles. 
En 2011, CBRE effectue le rachat de l’entité d’investissement immobilier d’ING pour l’Europe et l’Asie ainsi que la division de sécurisation immobilière d’ING US. La société devient CBRE Group, Inc. le 3 octobre 2011. 
Depuis 2011, CBRE s’est engagé dans la rénovation de biens immobiliers dans le but de les revendre. L’acquisition de la branche asiatique d’ING s’inscrit dans cette logique. Le groupe investit dans des biens aux cashflows stables et l’acquisition de titres immobiliers cotés en bourse, et intègre une activité de remise à niveau des biens. Les opérations d’investissement immobiliers sont réalisées par CBRE Investors, filiale détenue à 100 % par CBRE Group.
En mars 2015, CBRE acquiert les activités de gestion de l'immobilier d'entreprise et de l'énergie de Johnson Controls pour 1,48 milliard de dollars.
En 2018, le siège parisien déménage au 76 rue de Prony (17e arrondissement).
En juillet 2019, CBRE annonce l'acquisition de Telford Homes, une entreprise britannique, pour 267 millions de livres.
En 2020, le siège du groupe a été transféré à Dallas.

## Principaux actionnaires
Au 8 janvier 2020:
| The Vanguard Group             | 15,6% |
| SSgA Funds Management          | 4,26% |
| Harris Associates              | 3,65% |
| JPMorgan Investment Management | 3,64% |
| Lone Pine Capital              | 3,20% |
| ValueAct Capital Management    | 3,05% |
| Principal Global Investors     | 2,80% |
| AllianceBernstein              | 2,56% |
| Janus Capital Management       | 2,56% |
| BlackRock Fund Advisors        | 2,51% |

## Chiffre d'affaires

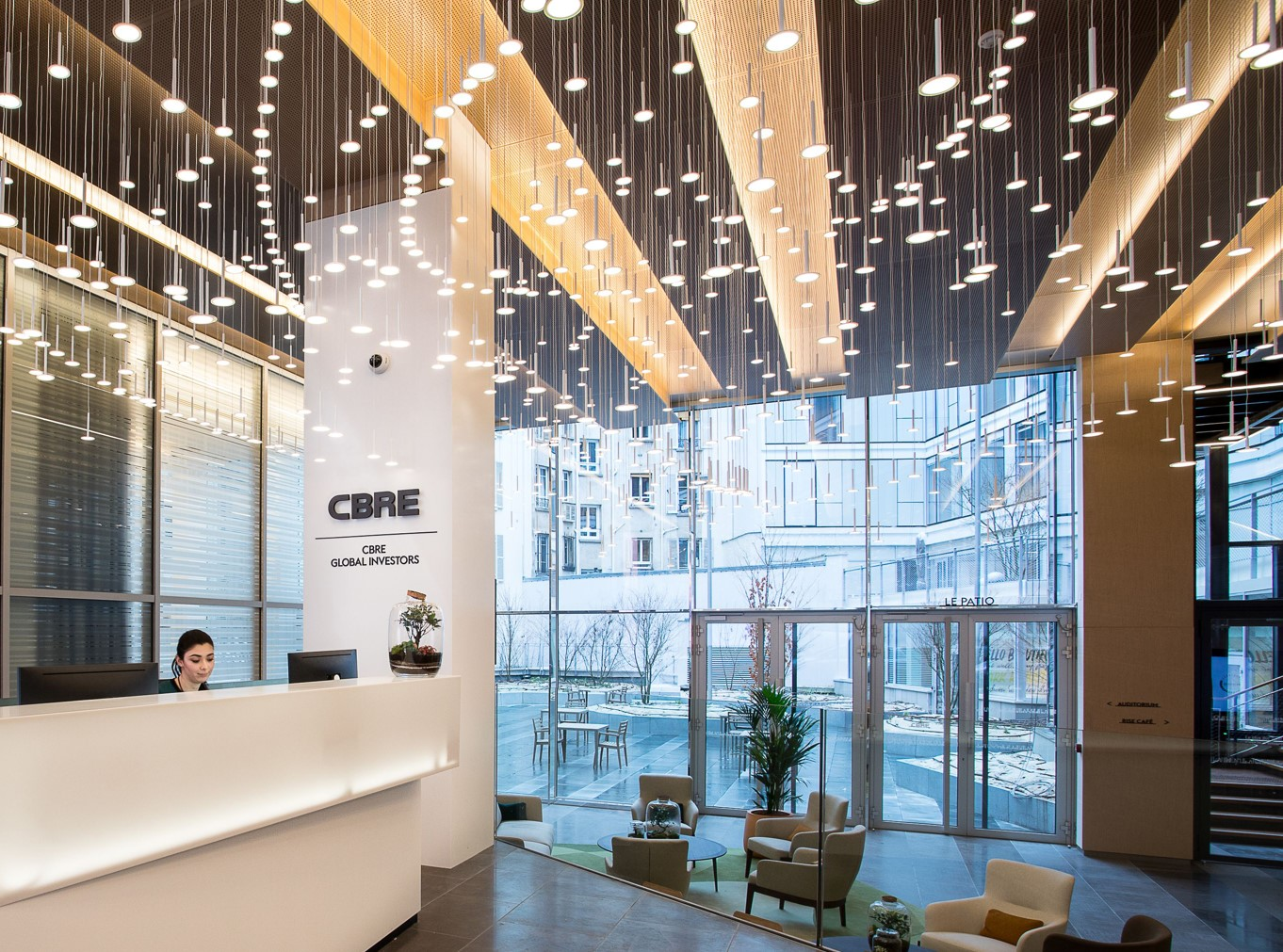
Le siège de CBRE France

| Année | France   | EMEA     | Monde     |
| ----- | -------- | -------- | --------- |
| 2005  | 96 M€    | 478 M€   | 2,9 Mds$  |
| 2006  | 116 M€   | 693 M€   | 4,4 Mds$  |
| 2007  | 141 M€   | 835 M€   | 6 Mds$    |
| 2008  | 118,5 M€ | 626 M€   | 5,1 Mds$  |
| 2009  | 94,5 M€  | 818 M$   | 4,2 Mds$  |
| 2010  | 114,6 M€ | 936 M$   | 5,1 Mds$  |
| 2011  | 129 M€   | 1,1 Mds$ | 5,9 Mds$  |
| 2012  | 105,4 M€ | 1,1 Mds$ | 6,2 Mds$  |
| 2013  | 106,2 M€ | 1,2 Mds$ | 7,2 Mds$  |
| 2014  | 112 M€   | 1,2 Mds$ | 9 Mds$    |
| 2015  | 173 M€   |          | 10,8 Mds$ |